# .st
.st — в Інтернеті, національний домен верхнього рівня (ccTLD) для Сан-Томе і Принсіпі.

## Домени 2-го та 3-го рівнів
В цьому національному домені нараховується біля 1,650,000 вебсторінок станом на січень 2007 року, близько 20,200,000 на листопад 2009 року.
У наш час використовуються та приймають реєстрації доменів 3-го рівня такі доменні суфікси (відповідно, існують такі домени 2-го рівня):
| Суфікс  | Регламентовані користувачі   |
| .gov.st | Державні та урядові установи |
| .it.st  | Міжнародні організації       |
| .web.st | Вебмайданчики                |